# Ferdinand von Mueller
Baron Sir Ferdinand Jacob Heinrich von Mueller (Rostock, 30 juni 1825 – Melbourne, 10 oktober 1896) was een Duits-Australisch fysicus, aardrijkskundige, maar voornamelijk botanicus.

## Jeugd
Mueller werd geboren in Rostock in Duitsland. Na het vroegtijdig overlijden van zijn ouders zorgden zijn grootouders voor een goede opleiding in Tönning, Schleswig. Als leerling- apotheker, op 15-jarige leeftijd, slaagde hij in de farmaceutische examens en studeerde hij plantkunde bij professor Ernst Ferdinand Nolte (1791–1875) aan de Christian Albrechts-Universiteit in Kiel. Hij ontving zijn doctorstitel in 1847 op een proefschrift over het herderstasje.
Zijn zus Bertha had hem om gezondheidsredenen al aangeraden om een warmer klimaat op te zoeken en toen ook de botanicus Ludwig Preiss hem Australië aanraadde vertrok hij met zijn twee zussen in 1847 daarheen vanuit Bremen. Er werd verteld dat hij aan boord van het schip reeds planten uit het water viste om ze te analyseren.
Aangekomen te Adelaide, op 18 december 1847, vond hij al snel werk als apotheker bij Moritz Heuzenroeder. In de daaropvolgende maanden ging hij in zijn eentje naar Mount Arden en Mount Brown. Niet lang erna kocht hij wat land bij Adelaide in de "Bugle Ranges" en liet er een cottage bouwen. Hij woonde er enige tijd met zijn zus Clara, met de bedoeling er een boerderij te beginnen, maar keerde na enkele maanden terug naar zijn vorige werkgever.
Hij zond zijn eerste plantkundige bijdragen naar Duitse maandbladen en in 1852 zijn Flora van Zuid-Australië naar de Linnean Society of London, wat hem bekendheid in de botanische wereld opleverde.

## Botanicus voor Victoria
Hij werd officieel aangesteld als botanicus van de deelstaat Victoria door Gouverneur Charles La Trobe in 1853 (een functie die speciaal voor hem werd gecreëerd), ter bestudering van de flora, en meer specifiek de Alpijnse planten van Victoria, die tot dan onbekend waren. Hij bestudeerde de Buffalo Ranges, het hogere stroomgebied van de Goulburn River en Gippsland tot de kuststreek. Hij verkende de omgeving van Port Albert en Wilsons Promontory besloot zijn tocht van 1500 km langs de kust naar Melbourne.
In datzelfde jaar richtte hij het National Herbarium of Victoria op, dat ook nu nog te bezichtigen is. Het bevat vele planten van Australië, maar ook van het buitenland; de meeste werden door Mueller zelf verzameld. Zij grote privé-bibliotheek verhuisde naar de regering van Victoria in 1865 en werd onderdeel van de Plantkundige bibliotheek van Melbourne.
Als fytografische natuuronderzoeker nam hij deel aan de expeditie van de Duke of Newcastle, de Minister van Koloniën. Hij verkende er de Victoria River en andere delen van Noord-Australië. Deze expeditie was een van de vier die Termination Lake bereikten in 1856. Mueller ontdekte er meer dan 800 soorten die tot dan onbekend waren in Australië en publiceerde zijn Definitions of Rare or Hitherto Undescribed Australian Plants.
Tussen 1854 en 1872 was Mueller lid van het Victoriaanse instituut ter bevordering van wetenschap (VIAS), dat later het Philosophical Institute of Victoria werd. Hij was voorzitter van het filosofisch instituut in 1859 toen het een koninklijk charter ontving en sindsdien de Royal Society of Victoria heet. Hij was een actief lid van het "ontdekkingscomité" dat de Burke and Wills expedition van 1860 uitstuurde. Mueller bevorderde de verkenning van Australië en gaf hierover als lid van het ontdekkingscomité verschillende lezingen voor de vereniging. Hij was geen voorstander van Robert O'Hara Burke als leider, maar had weinig zeggenschap in de organisatie door grote verdeeldheid onder de leden van het comité.
Van 1857 tot 1873 was hij directeur van de Royal Botanic Gardens, Melbourne en introduceerde niet alleen vele planten in Victoria, maar maakte ook de uitstekende eigenschappen van de blauwe gomboom (Eucalyptus globulus) bekend, wat leidde tot de wereldwijde introductie ervan.
Voor deze verdiensten werd Mueller onderscheiden door verschillende landen, waaronder Duitsland, Frankrijk, Spanje, Denemarken en Portugal. Hij werd Fellow of the Royal Society in 1861, en geridderd in de Orde van St Michael en St George in 1879.
Hij was de ontdekker van Lake Amadeus en Kata Tjuta. Eerst wilde men deze "Lake Mueller" en "Mount Ferdinand" te noemen maar Mueller gaf de doorslag om het meer "Lake Amadeus" te noemen naar koning Amadeus I van Spanje, en Mount Olga naar koningin Olga von Württemberg, die hem voordien geëerd hadden. In 1871 gaven koning Karl von Württemberg en koningin Olga hem de overerfbare titel Freiherr Vanaf toen werd hij bekend als Baron Sir Ferdinand von Mueller.
Begin 1873 maakten invloedrijke inwoners van Melbourne bezwaar tegen zijn opvoedkundige en wetenschappelijke benadering bij de koninklijke botanische tuinen. Men wilde liever een esthetische benadering en Mueller werd in 1873 ontslagen als directeur.  Mueller had veel voor de botanische tuinen gedaan ondanks het kleine budget, hij bleef officieel botanicus en liet zich nooit uit over het verlies van zijn positie.
In April 1873 bedacht Mueller het geslacht Guilfoylia en beschreef William Guilfoyle als een ontwikkeld verzamelaar en verwachtte veel van zijn collectie. Toen Guilfoyle echter zijn positie van directeur van de botanische tuinen overnam, veranderde zijn visie en noemde hij Guilfoyle een onbenul met weinig botanische kennis. Mueller heeft daarop Guilfoylia verwijderd als onderdeel van het geslacht Cadellia in zijn botanisch overzicht van 1882.
In 1857 verzocht en kreeg Mueller de graad van Doctor in de geneeskunde aan de Universiteit van Rostock.
Hij publiceerde elf delen van Fragmenta phytographica Australiae (1862–1881), twee delen van de Planten van Victoria (1860–1865), en andere boeken over Eucalyptus, Myoporaceae, Acacia, en Salsolaceae, alle rijk geïllustreerd. Hij nam ook deel aan de coproductie van George Bentham's Flora Australiensis. Hij beschreef ook vele nieuwe plantsoorten die werden gestuurd door botanici in heel Australië.
Mueller stierf in Melbourne en werd begraven op het St. Kilda kerkhof, tegen de zuidmuur. Hij is nooit getrouwd geweest.

## Vernoemde plaatsnamen
Er zijn een aantal plaatsen genaamd naar Mueller: Mueller Ranges (Western Australia), Muellers Range (Queensland), Mount Mueller (in West-Australië, Northern Territory, Tasmania en Victoria) en Mount von Mueller (West-Australië), Muellers Peak (New South Wales), de Mueller River (Victoria), Muellers Creek (South Australia) en Mueller Creek (Northern Territory), Lake Mueller(Queensland), en Mueller hut nbij Mueller Glacier in Nieuw-Zeeland, en Mueller Park, Subiaco (West-Australië).

## Andere online publicaties
- Index perfectus ad Caroli Linnaei : species plantarum / collatore Ferdinando de Mueller. (1880)
- Eucalyptographia. A descriptive atlas of the eucalypts of Australia and the adjoining islands (1879–1884)
- Iconography of Australian species of Acacia and cognate genera (1887)
- Select extra-tropical plants readily eligible for industrial culture or naturalisation (1891)
- Introduction to botanic teachings at the schools of Victoria (1877)
- The organic constituents of plants and vegetable substances and their chemical analysis(1878)
- Manuel de l'acclimateur(1887)
- Fragmenta phytographiæ Australiæ /contulit Ferdinandus Mueller (1858–18820
- The plants indigenous to the colony of Victoria, Volume 1(1860–1862)